# David Ribolleda
David Ribolleda Bernat (13 febbraio 1985) è un ex calciatore andorrano, di ruolo difensore.